# Meetcode elektriciteit
De Meetcode elektriciteit is een onderdeel van de Nederlandse Elektriciteitswet 1998. In de Meetcode elektriciteit staan bepalingen ten aanzien van de elektriciteitsmarkt in Nederland, onder andere met betrekking tot de meetverantwoordelijkheid, waaronder het verzamelen van meetgegevens, leveren en plaatsen van meters, validatie van het verbruik, verzending gegevens naar de netbeheerder, periodieke controle en onderhoud.
Bedrijven die in Nederland werkzaamheden mogen doen conform de bepalingen in de Meetcode elektriciteit staan vermeld in het MV-register elektriciteit van TenneT TSO. De Energiekamer is toezichthouder op de Meetcode elektriciteit in Nederland.

## Websites
- Autoriteit Consument & Markt. Codebesluit Meetcode elektriciteit, 11 mei 2016.
- VREG. VREG is de onafhankelijke autoriteit van de Vlaamse energiemarkt van vandaag en morgen.